# Maria (You Were the Only One)
«Maria (You Were the Only One)» es una canción del cantante estadounidense Michael Jackson, lanzada como parte de su álbum debut en solitario, Got to Be There, el 24 de enero de 1972. Escrita por Larry Brown, George Gordy y Linda Glover, la canción fue producida por Hal Davis, uno de los principales productores de Motown. «Maria (You Were the Only One)» es una de las baladas más reconocidas del álbum y destaca por la emotiva interpretación vocal de Jackson a tan solo 13 años de edad.

## Contexto y grabación
La canción fue grabada en 1971, durante las sesiones de grabación para el álbum Got to Be There. Este álbum marcó el inicio de la carrera en solitario de Michael Jackson, quien ya era conocido como el líder de The Jackson 5. Maria (You Were the Only One) fue seleccionada para el álbum debido a su potencial para mostrar la habilidad vocal de Jackson en una balada que requería una interpretación emocional profunda.

## Composición y temática
La canción fue escrita por Larry Brown, George Gordy y Linda Glover, todos ellos colaboradores habituales de Motown. La letra de Maria (You Were the Only One) cuenta la historia de un joven enamorado que reflexiona sobre una relación pasada y expresa su dolor por haber perdido a su único amor. Líneas como "Maria, you were the only one" revelan la simplicidad y la pureza de los sentimientos expresados en la canción.
Musicalmente, la canción es una balada de soul y pop, con un ritmo lento y melódico que permite a Jackson exhibir su rango vocal. La producción de Hal Davis incluye arreglos suaves con cuerdas y coros que complementan la voz principal de Jackson, creando una atmósfera de melancolía y reflexión.

## Publicación y versiones
Maria (You Were the Only One) fue lanzada como parte del álbum Got to Be There el 24 de enero de 1972, pero no se lanzó como sencillo. A pesar de ello, la canción recibió atención considerable debido a la popularidad del álbum en su conjunto. Jackson interpretó la canción en varias presentaciones en vivo durante su juventud, lo que ayudó a consolidarla como una de sus baladas más queridas de esa época.

## Recepción crítica
La canción fue bien recibida por los críticos, quienes elogiaron la madurez emocional que Jackson mostró en su interpretación, a pesar de su corta edad. Muchos críticos destacaron que Maria (You Were the Only One) fue una de las canciones que mejor capturó el potencial de Jackson como cantante solista. La canción es a menudo mencionada en retrospectivas de la carrera de Jackson como un ejemplo de su capacidad para interpretar canciones de amor con una profundidad que desmentía su edad.

## Legado
Aunque Maria (You Were the Only One) no se lanzó como sencillo, sigue siendo una parte importante del repertorio temprano de Michael Jackson. La canción ha sido incluida en varias compilaciones de grandes éxitos y ha sido versionada por otros artistas a lo largo de los años. Además, sigue siendo popular entre los fanáticos, quienes la consideran una de las mejores baladas de Jackson de la era Motown.

## Personal
- Michael Jackson – voz
- Larry Brown – compositor
- George Gordy – compositor
- Linda Glover – compositor
- Hal Davis – productor
- The Funk Brothers – instrumentación
- David Van De Pitte – arreglos de cuerdas

## Categorías
- Datos: Q109796899